# Tổ kén cái
Tổ kén cái hay còn gọi là thao kén cái, tổ kén lông, con chuột, dó lông (danh pháp khoa học: Helicteres hirsuta), là một loài thực vật có hoa trong họ Cẩm quỳ. Loài này được Lour. mô tả khoa học đầu tiên năm 1790.